# 布雷勒河畔圣莱热
布雷勒河畔圣莱热（法語：Saint-Léger-sur-Bresle，法語發音：[sɛ̃ leʒe syʁ bʁɛl]）是法国上法蘭西大區索姆省的一个市镇，属于阿布维尔区。

## 地理
布雷勒河畔圣莱热（49°52'8"N, 1°43'11"E）面积1.09 平方千米，位于法国上法蘭西大區索姆省，该省份为法国北部沿海省份，北起加来海峡省和北部省，西接滨海塞纳省和大西洋英吉利海峡，南至瓦兹省，东临埃纳省。
与布雷勒河畔圣莱热接壤的市镇（或旧市镇、城区）包括：瑟纳尔蓬、奥当欧博斯克、讷维尔科普格勒。

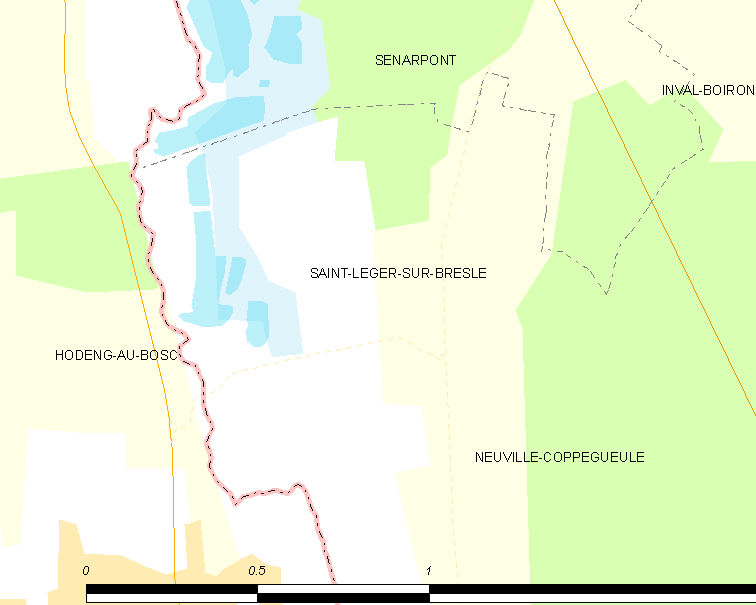
布雷勒河畔圣莱热的OSM定位图

布雷勒河畔圣莱热的时区为UTC+01:00、UTC+02:00（夏令时）。

## 行政
布雷勒河畔圣莱热的邮政编码为80140，INSEE市镇编码为80707。

## 政治
布雷勒河畔圣莱热所属的省级选区为皮卡第地区普瓦县。

## 人口

1962-2008年间布雷勒河畔圣莱热人口变化图示

布雷勒河畔圣莱热于2022年1月1日时的人口数量为78人。